# Khu liên hợp thể thao Suwon
Khu liên hợp thể thao Suwon (tiếng Hàn: 수원종합운동장; Hanja: 水原総合運動場振) là một khu liên hợp thể thao ở Suwon, Hàn Quốc. Khu liên hợp bao gồm Sân vận động Suwon, Sân vận động bóng chày Suwon và Nhà thi đấu Suwon.

## Cơ sở vật chất

### Sân vận động Suwon
Sân vận động Suwon là một sân vận động đa năng và hiện được sử dụng chủ yếu cho các trận đấu bóng đá. Sân có sức chứa 11.808 chỗ ngồi và được xây dựng vào năm 1971. Đây là sân nhà của Suwon Samsung Bluewings cho đến năm 2001, khi đội chuyển đến Sân vận động World Cup Suwon.

### Sân vận động bóng chày Suwon
- Để biết chi tiết, xem Sân vận động bóng chày Suwon.

### Nhà thi đấu Suwon
- Để biết chi tiết, xem Nhà thi đấu Suwon.

Nhà thi đấu Suwon có sức chứa 5.145 chỗ ngồi và được xây dựng vào năm 1963. Đây là nơi tổ chức các nội dung thi đấu môn bóng ném của Thế vận hội Mùa hè 1988.

## Hình ảnh

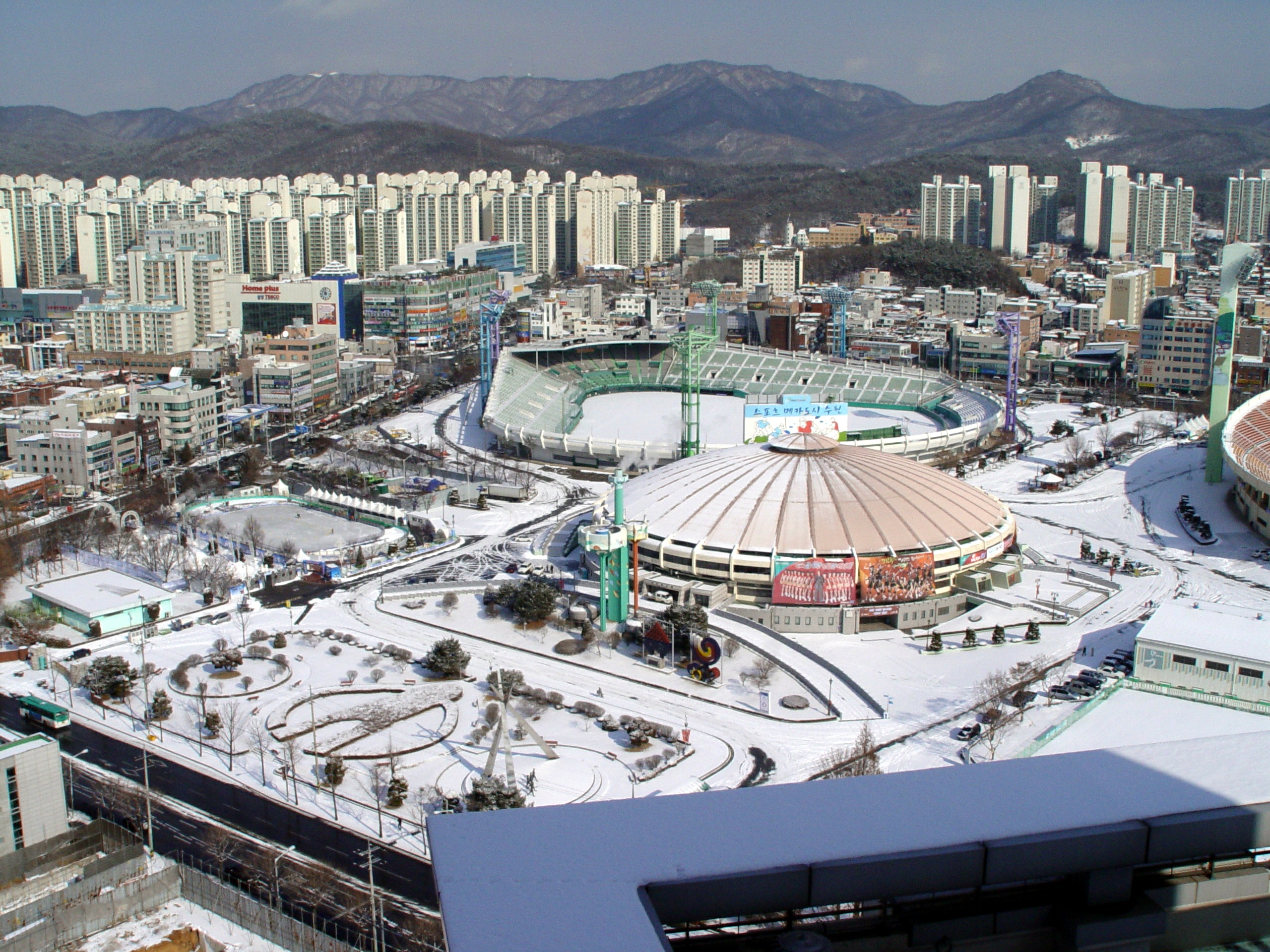
Sân vận động bóng chày Suwon và Nhà thi đấu Suwon
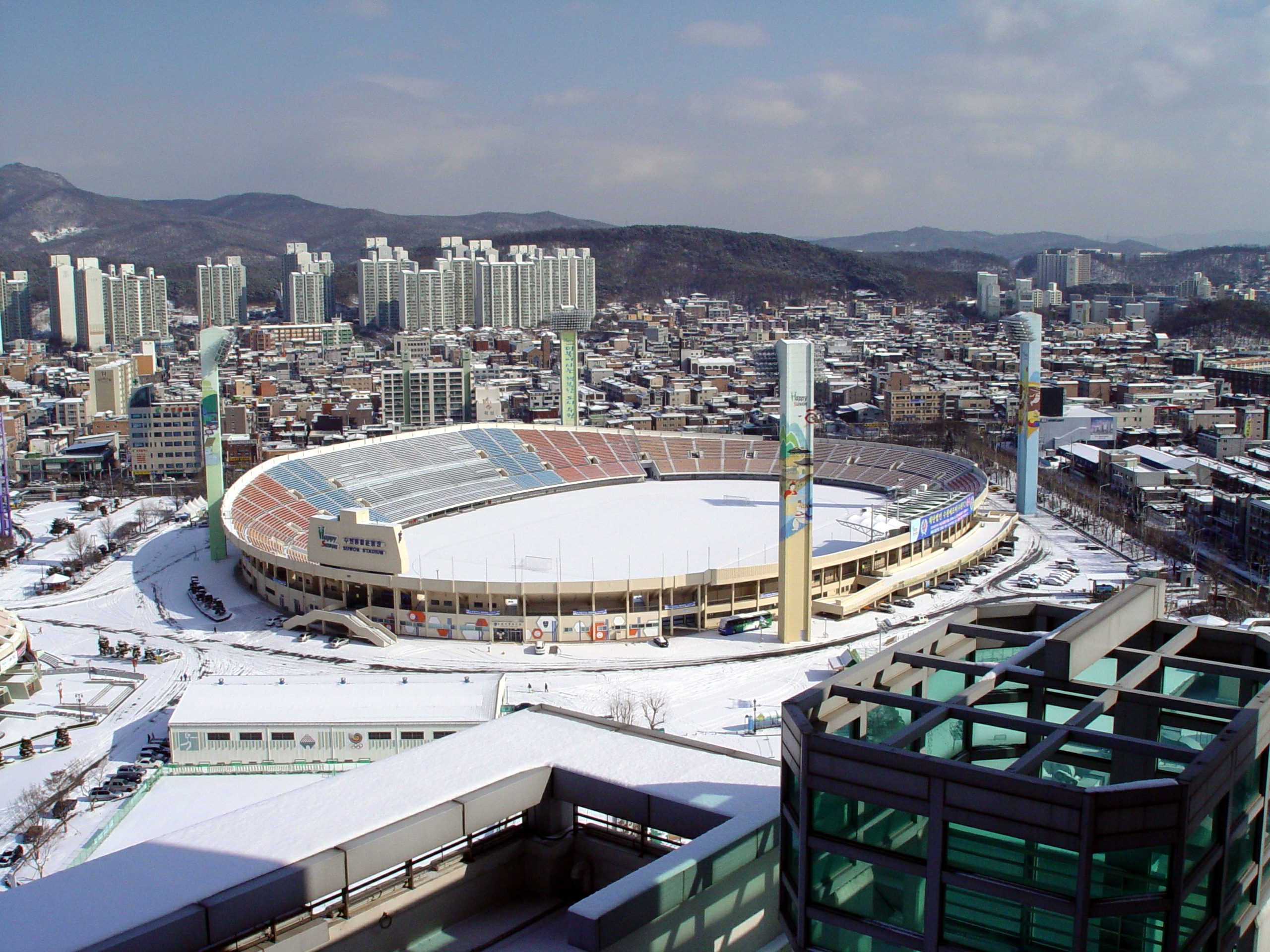
Sân vận động chính của Khu liên hợp thể thao Suwon
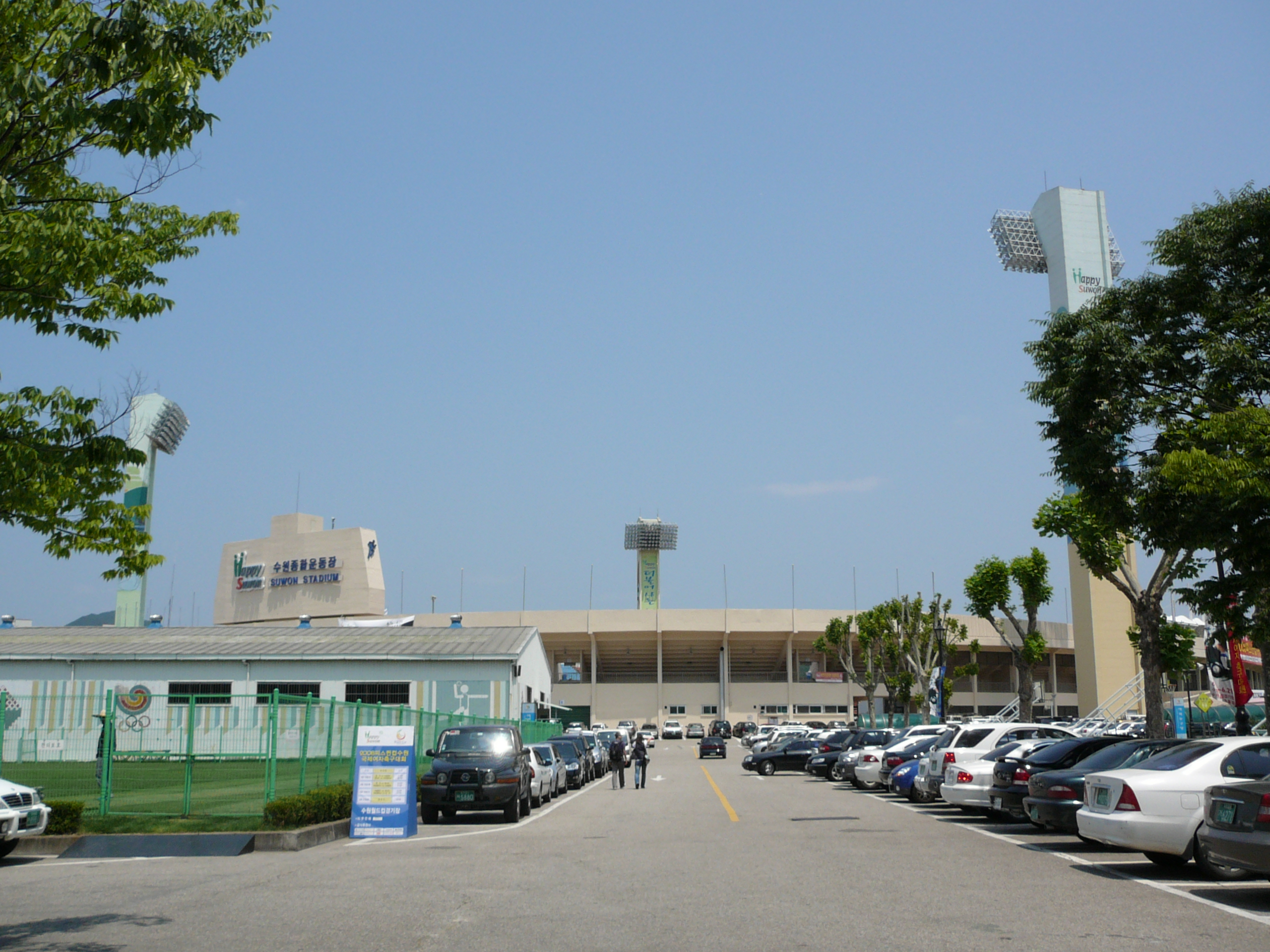
Bên ngoài sân vận động chính
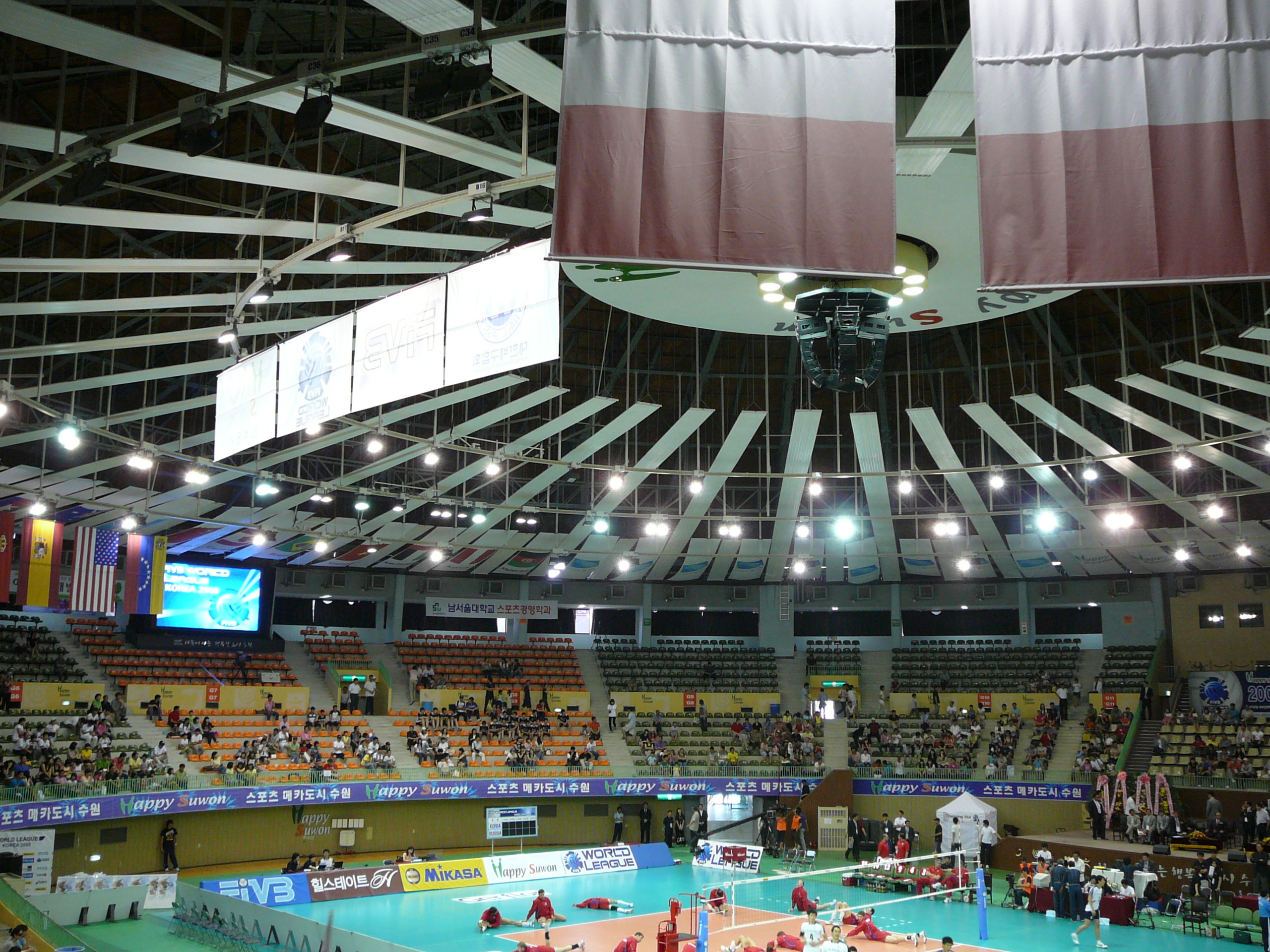
Bên trong nhà thi đấu
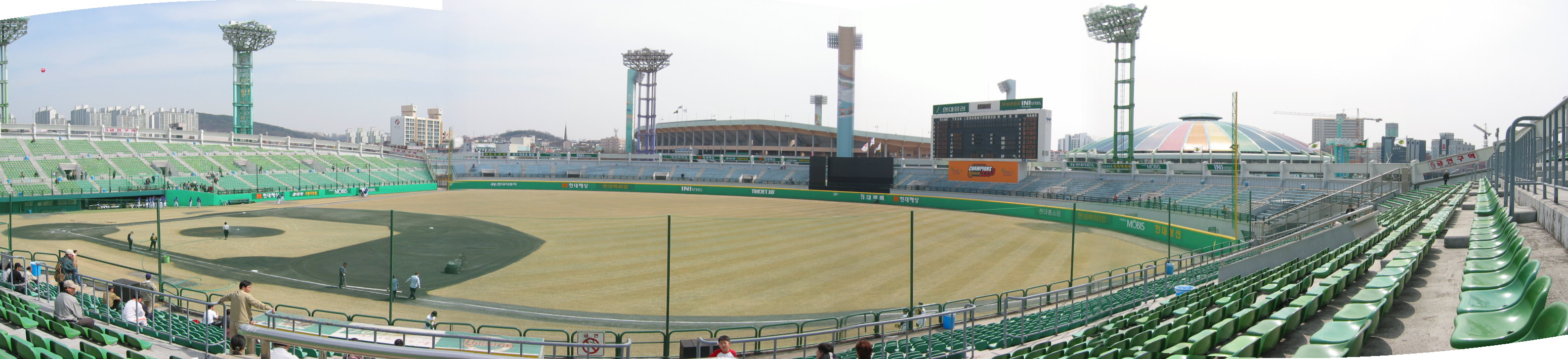
Bên trong sân vận động bóng chày